# فريد موسالي
فريد موسالي (بالإنجليزية: Fred Moosally)‏ (و. 1944  م) هو ضابط أمريكي، ولد في يونغزتاون، ويحمل رتبة عسكرية نقيب بحري.

## الخدمة العسكرية
خدم في بحرية الولايات المتحدة.

## جوائز
حصل على جوائز منها:
وسام الاستحقاق الأمريكي برتبة فيلق